# Curcuma strobilifera
Curcuma strobilifera är en enhjärtbladig växtart som beskrevs av Nathaniel Wallich och John Gilbert Baker. Curcuma strobilifera ingår i släktet Curcuma och familjen Zingiberaceae. Inga underarter finns listade i Catalogue of Life.